# Saviem
Saviem (Société Anonyme de Véhicules Industriels et d’Equipements Mécaniques) var en fransk fabrikant af lastbiler og busser.
Saviem blev grundlagt i 1955 ved sammenlægning af lastbilsdivisionerne i Latil, Somua og Renault. Det blev i 1978 sammenlagt med Berliet og fik navnet Renault Véhicules Industriels (RVI) (i dag Renault Trucks) i 1979. Firmaet samarbejdede med MAN fra 1967 til 1977. Man indgik også et samarbejde, De fires klub, mellem Saviem, Volvo, DAF og Magirus Deutz.